# Pellaea
Genre
Pellaea est un genre de fougères issu de la sous-famille des Cheilanthoideae de la famille Pteridaceae. Le nom vient du mot grec πελλος (pellos) qui signifie « sombre » et fait probablement référence à la teinte gris-bleu des feuilles de ces fougères. Les espèces du genre Pellaea poussent principalement dans un environnement rocheux. Une soixantaine d'espèces sont issues de ce genre.

## Répartition
La plupart des espèces sont situées sur le continent américain mais il en existe aussi quelques-unes en Asie, en Afrique, en Australie, en Nouvelle-Zélande ainsi que sur différentes îles du Pacifique.

## Description
Les fougères du genre Pellaea se caractérisent par leur long rhizome horizontal.

## Espèces
- Pellaea ambigua
- Pellaea andromedifolia
- Pellaea angolensis
- Pellaea angulosa
- Pellaea atropurpurea
- Pellaea boivinii
- Pellaea brachyptera
- Pellaea breweri
- Pellaea bridgesii
- Pellaea calidirupium
- Pellaea calomelanos
- Pellaea cordifolia
- Pellaea doniana
- Pellaea dura
- Pellaea falcata
- Pellaea furcata
- Pellaea gastonyi
- Pellaea truncata
- Pellaea villosa
- Pellaea wrightiana
- Pellaea zygophylla